# Alain-Fabien Delon
Alain-Fabien Delon (Gien, 1994. március 18. –) francia modell, színész.

## Életútja
Alain-Fabien Delon 1994. március 14-én született a Loiret megyei Gienben, Alain Delon és élettársa (1987-2002) Rosalie Van Breemen (holland exmodell) második gyermekeként. (Nővére Anouchka Delon színésznő.) Színészként nyolcévesen debütált apja mellett a Fabio Montale című minisorozatban, 2013-tól modellként is jelentős sikereket arat: számos nagy divatház (pl.: Dior, Gucci), illetve márka kampányában szerepelt.

## Filmográfia
- 2002 : Fabio Montale (minisorozat)[forrás?]
- 2011 : Je m'appelle Bernadette[11]
- 2013 : Les Rencontres d'après minuit [Te és az éjszaka][12]
- 2014 : Der Doppelganger[13]
- 2016 : Capitaine Marleau (TV-sorozat)[14]
- 2017. River Bank[15]